# Observatório San Vittore
O Observatório San Vittore (em italiano Osservatorio San Vittore) é um observatório astronômico localizado em Bolonha, na Itália. O Código de observatório do mesmo é 552.
O observatório está localizado a 280 metros acima do nível do mar e tem um telescópio refletor newtoniano de 0,45 metros.
O Minor Planet Center credencia o observatório como descobridor de inúmeros asteroides. Até janeiro de 2010 o observatório já havia descoberto 98 asteroides.